# 766
Năm 766 là một năm trong lịch Julius.